# Buten
Buten (bắt nguồn từ từ tiếng Pháp butène /bytɛn/), còn được viết là bu-ten, tên khác là butylen, là họ các anken với công thức chung là C4H8. Khi gọi tên buten thì có thể là gọi riêng 1 chất hoặc hỗn hợp các chất này. Chúng là một loại khí không màu xuất hiện trong cùng dầu mỏ, nhưng với lượng nhỏ đến mức không thể chiết tách được. Do đó, buten được điều chế bằng cách cracking xúc tác những hydrocarbon chuỗi dài trong quá trình luyện dầu mỏ. Quá trình này tạo ra 1 hỗn hợp sản phẩm, và buten được chiết ra bằng phương pháp chưng cất phân đoạn.
Buten có thể dùng làm monome để tạo ra polybuten nhưng polyme này lại đắt hơn nhiều so với những chất polyme khác với mạch carbon ngắn hơn như polypropylen. Vì thế polybuten được sử dụng đồng thời với một loại polyme khác ví dụ như trong keo dán.

## Các đồng phân
Trong những phân tử có công thức hóa học C4H8 thì có 4 đồng phân là anken. Cả bốn hydrocarbon này đều có 4 nguyên tử cacbon và 1 liên kết đôi nhưng khác nhau về cấu trúc hóa học. Danh pháp IUPAC và tên thông thường của những chất đó là:
| Danh pháp IUPAC   | Tên thông thường | Cấu trúc | Cấu trúc rút gọn | Hình 3D |
| but-1-en          | α-butylen        |          |                  |         |
| (2Z)-but-2-en     | cis-β-butylen    |          |                  |         |
| (2E)-but-2-en     | trans-β-butylen  |          |                  |         |
| 2-methylprop-1-en | isobutylen       |          |                  |         |

Trong hình cấu trúc trên, những số nhỏ màu xanh biểu thị số thứ tự của nguyên tử cacbon trong mạch chính. Một số hợp chất hữu cơ khác cũng có công thức C4H8 như cyclobutan và metylcyclopropan đều không phải anken nên không được gọi là buten. Cũng có những anken mạch vòng chứa 4 nguyên tử cacbon ví dụ như cyclobuten và 2 đồng phân của metylcyclopropen nhưng lại không có công thức C4H8 và không được đề cập ở đây.

## Các tính chất
Cả bốn đồng phân của buten đều là khí ở nhiệt độ và áp suất thông thường, nhưng có thế hóa lỏng bằng cách giảm nhiệt độ hoặc tăng áp suất, gần giống như việc nén butan. Các khí này không màu, nhưng có mùi đặc trưng và rất dễ cháy. Mặc dù chúng ít xuất hiện trong tự nhiên, chúng có thể được sản xuất bằng các chế phẩm từ dầu mỏ hoặc cracking xúc tác chính dầu mỏ. Dù cho chúng khá bền vững, liên kết đôi khiến chúng hoạt động mạnh hơn các ankan cùng số cacbon, những chất được coi là khá trơ.
Nhờ có liên kết đôi, các anken này có thể là thành phần cho phản ứng polyme. Chúng có thể dùng để sản xuất cao su tổng hợp. But-1-en có mạch thẳng còn isobutylen có mạch nhánh. Với lượng nhỏ, but-1-en có thể được dùng làm chất đồng monome cùng với các alpha-olefin khác để sản xuất nhựa HDPE và LLDPE. Cao su butyl được chế tạo bằng phương pháp polyme hóa isobutylen với 2-7% isopren. Isobutylen còn được dùng để sản xuất metyl tert-butyl ete (MTBE) và isooctan, chất dùng để tăng hiệu suất cháy của xăng.